# Brændt af solen
Brændt af solen (russisk: Утомлённые солнцем) er en russisk-fransk spillefilm fra 1994 instrueret af Nikita Mikhalkov.
Filmen modtog en Oscar for bedste fremmedsprogede film og vandt juryens pris ved Filmfestivalen i Cannes.

## Medvirkende
- Oleg Mensjikov – Dmitrij Arsentjev (Mitja)
- Nikita Mikhalkov – Sergej Petrovitj Kotov
- Ingeborga Dapkūnaitė – Marusja
- Nadezjda Mikhalkova – Nadja
- André Oumansky – Philippe